# حمام چهار محال کلهرود
حمام چهار محال کلهرود مربوط به دوره قاجار است و در شهرستان شاهین‌شهر و میمه، روستای کلهرود واقع شده و این اثر در تاریخ ۳۰ تیر ۱۳۸۴ با شمارهٔ ثبت ۱۲۲۳۲ به‌عنوان یکی از آثار ملی ایران به ثبت رسیده است.